# 16479 Paulze
16479 Paulze este un asteroid din centura principală de asteroizi.

## Descriere
16479 Paulze este un asteroid din centura principală de asteroizi. A fost descoperit pe 20 august 1990 la Observatorul La Silla de Eric Walter Elst. Asteroidul prezintă o orbită caracterizată de o semiaxă mare de 2,98 ua, o excentricitate de 0,10 și o înclinație de 10,4° în raport cu ecliptica.